# Pawel Alexandrowitsch Repilow
Pawel Alexandrowitsch Repilow (russisch Павел Александрович Репилов; englisch Pavel Repilov; * 16. Juli 2002 in Dmitrow) ist ein russischer Rennrodler. Er ist der jüngere Bruder des Weltklasse-Rodlers Roman Repilow.

## Jugend und Junioren
Repilow bestritt seine erste internationale Saison 2018/19. Im Rahmen des Jugend-A-Weltcups bestritt er alle sechs Saisonrennen. Nachdem er beim ersten Rennen in Park City noch gestürzt war und das Ziel nicht erreicht hatte, wurde er zwei Tage später an selber Stelle hinter Marián Skupek und Gints Bērziņš Dritter. Diese Konstellation wiederholte sich auch in Calgary. In St. Moritz gewann Bērziņš vor Repilow und Skupek, in Winterberg wurde Repilow erneut Dritter. Nur beim letzten Rennen in Oberhof erreichte er als 13. eine schwächere Platzierung. In der Gesamtwertung der Rennserie wurde er mit 325 Punkten hinter dem überragenden Bērziņš und Skupek Dritter.

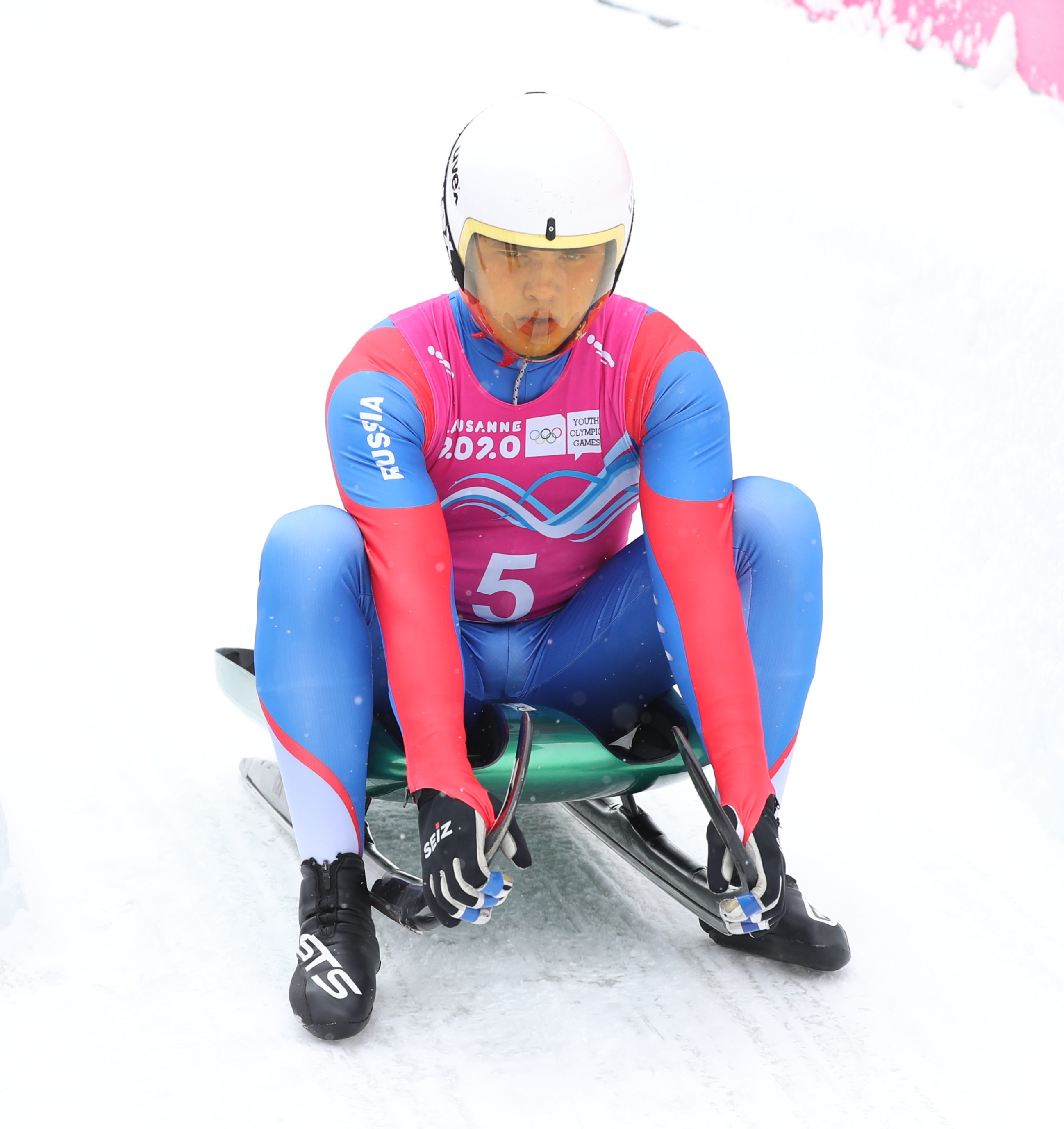
Repilow im Ziel nach dem zweiten Lauf im Einzelrennen bei den Olympischen Jugendspielen

Die Saison 2019/20 begann Repilow zunächst wieder im Jugend-A-Weltcup. In Igls wurde er zum Saisonauftakt Vierter und Dritter. Am Königssee wurde er erstmals für den Junioren-Weltcup nominiert, startete aber am Ende nicht. Es folgte in Altenberg noch einmal ein Einsatz bei der Jugend, in diesem Rennen feierte er seinen ersten Sieg. Bei den nun folgenden Olympischen Jugend-Winterspielen 2020 von Lausanne, deren Rodelwettbewerbe in St. Moritz ausgetragen wurden, gehörte Repilow neben Gints Bērziņš, Timon Grancagnolo und Alex Gufler zu den großen Medaillenfavoriten, wobei vor allem Bērziņš und Replilow der Titel zugetraut wurde. Schließlich kam es genau zu diesem erwarteten Duell. Nach dem ersten Lauf lag Repilow 139 Hundertstel hinter Bērziņš auf dem zweiten Rang. Auch im zweiten Lauf fuhr er hinter dem Letten die zweitbeste Zeit und gewann schließlich mit deutlichem Abstand vor Grancagnolo die Silbermedaille. Gemeinsam mit Diana Loginowa sowie dem Doppel Michail Karnauchow und Juri Tschirwa gewann er beim abschließenden Staffelrennen die Goldmedaille.
Nach den Jugendspielen wurde Repilow erneut für die letzten beiden Saisonrennen in Winterberg für den Weltcup der Junioren nominiert und gewann beide Rennen. Das erste Rennen waren zugleich die Junioreneuropameisterschaften 2020, bei denen er somit die Goldmedaille gewann. Zum Saisonabschluss wurden die Juniorenweltmeisterschaften 2020 in Oberhof. In einem Feld aus zumeist älteren Startern wurde Repilow bei einem Sieg von Moritz Bollmann Sechster. Mit 230 Punkten wurde er Zehnter im Gesamtweltcup der A-Jugend und mit 200 Punkten teilte er sich den sechsten Rang mit Bērziņš im Gesamtweltcup der Junioren.

## Männer
Aufgrund der COVID-19-Pandemie fanden in der Saison 2020/21 keine Weltcups für die A-Jugend und die Junioren statt. Schon vor der Saison trainierte er gemeinsam mit seinem Bruder während der gemeinsam mit der Familie selbst gewählten Isolation in der Familiendatsche für die kommende Saison. Nachdem die russischen Rodler eine durchwachsene, zum Teil schwache erste Saisonhälfte gezeigt hatten, kam Repilow am Königssee überraschend zu seinem Debüt im A-Weltcup. Beim Nationencup-Rennen, das zur Qualifikation für das Weltcup-Hauptrennen diente, musste er sich einzig Chris Eißler geschlagen geben und wurde Zweiter, wobei er erfahrenere Starter wie Jonathan Gustafson, den Olympiazweiten Christopher Mazdzer oder den schon seit 17 Jahren im Weltcup aktiven Jozef Ninis zum Teil deutlich hinter sich ließ. Nach einem guten ersten Lauf lag er auf den 14. Rang und konnte sich mit der zehntbesten Zeit im zweiten Lauf noch steigern und verpasste am Ende als Elfter in seinem ersten Rennen nur sehr knapp eine erste Top-Ten-Platzierung.

## Statistik

### Ergebnisse bei Meisterschaften

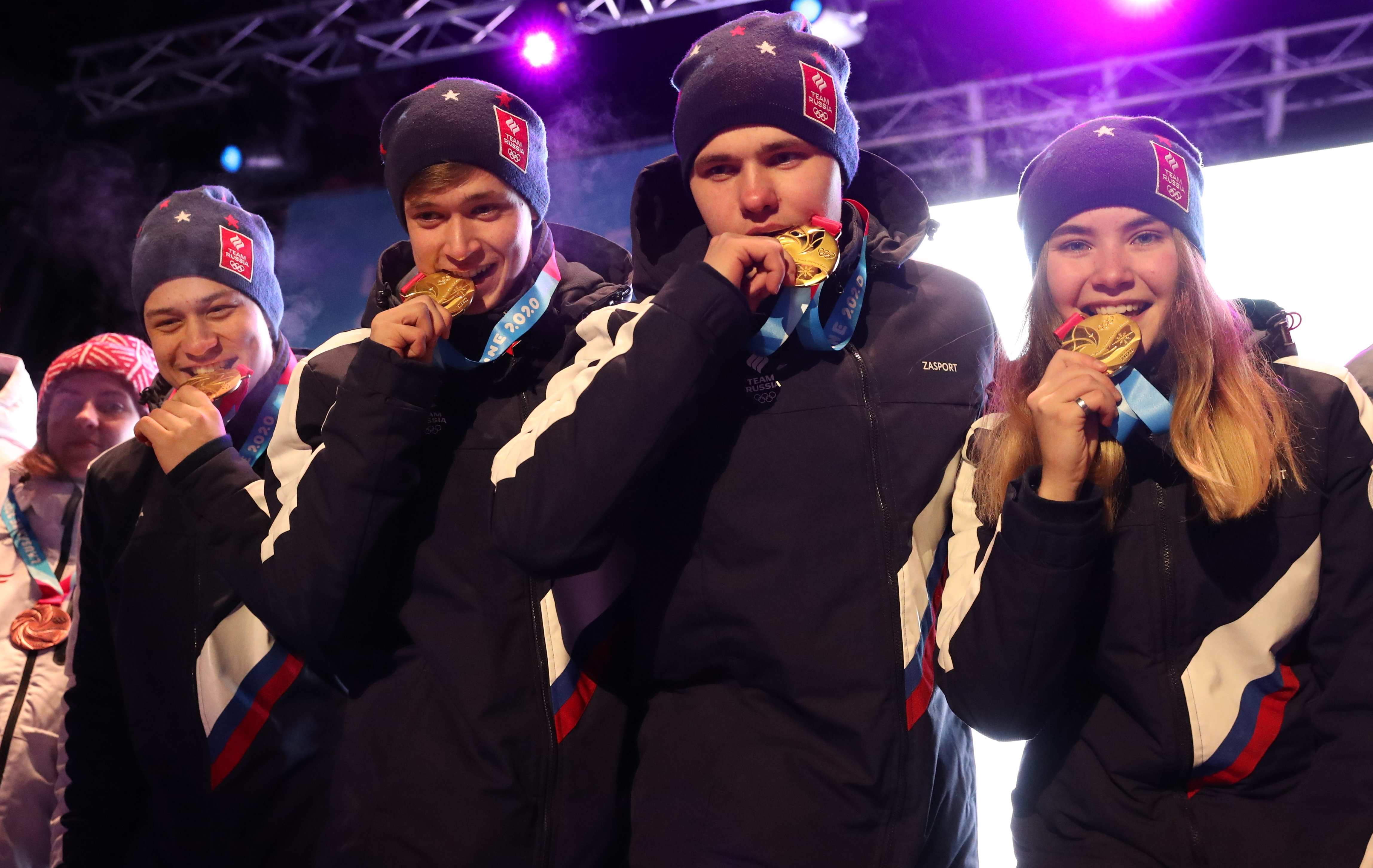
Repilow (Zweiter von rechts) mit seinen russischen Mannschaftskameraden bei der Siegerehrung des Teamstaffel-Rennens der Olympischen Jugendspiele 2020

| Jahr | Olympische Spiele | Weltmeisterschaften | Europameisterschaften | U-23-Weltmeisterschaften | U-23-Europameisterschaften | Juniorenweltmeisterschaften | Junioreneuropameisterschaften |
| ---- | ----------------- | ------------------- | --------------------- | ------------------------ | -------------------------- | --------------------------- | ----------------------------- |
| 2019 | 0/                | 0–                  | 0–                    | 0–                       | 0–                         | 0–                          | 0–                            |
| 2020 | 02./1. (Jugend)   | 0–                  | 0–                    | 0–                       | 0–                         | 06.                         | 01.                           |

### Platzierungen in Gesamtwertungen
| Saison  | Weltcup | WC-Punkte | Sprintweltcup | Nationencup | NC-Punkte | Junioren-Weltcup | JWC-Punkte | Jugend-A-Weltcup | JAWC-Punkte |
| ------- | ------- | --------- | ------------- | ----------- | --------- | ---------------- | ---------- | ---------------- | ----------- |
| 2018/19 | 0–      | 0–        | 0–            | 0–          | 0–        | 0–               | 0–         | 03.              | 325         |
| 2019/20 | 0–      | 0–        | 0–            | 0–          | 0–        | 06.              | 200        | 10.              | 230         |
| 2020/21 | 29.     | 104       | 0–            | 06.         | 316       | 0–               | 0–         | 0–               | 0–          |
| 2021/22 | 18.     | 240       | 14.           | 07.         | 354       | 0–               | 0–         | 0–               | 0–          |